# Upper St. Clair (Pensilvânia)
Upper St. Clair é uma municipalidade localizada no estado americano da Pensilvânia, no Condado de Allegheny.

## Demografia
Segundo o censo americano de 2000, a sua população era de 20.053 habitantes.

## Geografia
De acordo com o United States Census Bureau tem uma área de 25,3 km², dos quais 25,3 km² cobertos por terra e 0,0 km² cobertos por água.

## Localidades na vizinhança
O diagrama seguinte representa as localidades num raio de 8 km ao redor de Upper St. Clair.